# Oorlogsmonument Helenaveen
Het oorlogsmonument in Helenaveen is een monument ter nagedachtenis aan de slachtoffers van de Tweede Wereldoorlog.

## Achtergrond
Op 8 oktober 1944 vonden er in de Peel razzia's plaats. Vanuit Helenaveen werden 150 mannen in de leeftijd van 16 tot 64 jaar als dwangarbeiders naar Wuppertal weggevoerd. Drieëntwintig daarvan overleefden de oorlog niet. 
Het oorlogsmonument werd gemaakt door beeldhouwer Niel Steenbergen, het wordt in zijn biografie Monument voor de Peelslachtoffers genoemd. Het Nationaal Comité 4 en 5 mei noemt het Jager die het zwijn doodde. Het monument werd in 1956 onthuld.

## Beschrijving
Het monument is een sculptuur van een jager met geweer, aan zijn voeten van de ligt een dood everzwijn. Het beeld staat op een hoge zuil, waarin een inscriptie de datum 8 oktober 1944 vermeldt.